# Silver (album Johnnyja Casha)
Silver je album Johnnyja Casha, objavljen 1979. u izdanju Columbia Recordsa. Zauzeo je 28. mjesto na country ljestvici albuma. "(Ghost) Roders In The Sky" popela se na 2. poziciju ljestvice singlova; dva druga singla, "Bull Rider" i "I'll Say It's True", zauzeli su 66. i 42. poziciju. Pjesma "Cocaine Blues" prethodno se pojavila na albumima At Folsom Prison i Now, There Was a Song!, od čega na potonjem pod nazivom "Transfusion Blues". Album je producirao Brian Ahem, koji je na neodobravanje nekih slušatelja ubacio digitalne efekte. Silver je 2002. ponovno izdan pod etiketom Legacy Recordingsa, s obradama dvije ranije Cashove pjesme, "I Still Miss Someone" i "I Got Stripes"; obje su bile dueti s Georgeom Jonesom. Ovo je posljednji album na kojem je svirao Marshall Grant, originalni basist Tennessee Two. Sljedeće je godine napustio Cashov sastav.

## Popis pjesama
1. "The L & N Don't Stop Here Anymore" (Jean Ritchie) – 3:17
2. "Lonesome to the Bone" (Cash) – 2:40
3. "Bull Rider" (Rodney Crowell) – 3:12
4. "I'll Say It's True" (Cash) – 2:48
  - Harmony vocals by George Jones
5. "(Ghost) Riders in the Sky" (Jones) – 3:49
6. "Cocaine Blues" (T. J. "Red" Arnall) – 3:21
7. "Muddy Waters" (Phil Rosenthal) – 3:29
8. "West Canterbury Subdivision Blues" (Jack Clement) – 3:48
9. "Lately I Been Leanin' Toward the Blues" (Billy Joe Shaver) – 2:37
10. "I'm Gonna Sit on the Porch and Pick on My Old Guitar" (Cash) – 3:04

### Bonus pjesme
1. "I Still Miss Someone" (Johnny Cash, Roy Cash) – 2:52
2. "I Got Stripes" (Cash, Charlie Williams) – 2:16

## Izvođači
- Johnny Cash - vokali
- Marshall Grant - bas
- W.S. Holland - bubnjevi
- Bob Wootton - električna gitara
- Jack Routh, Jerry Hensley - električna gitara, akustična gitara
- Jack Clement - akustična gitara
- Brian Ahern - akustična gitara, bas, 6-žičani bas, perkusije
- Earl Ball, Charles Cochran - kalvir
- Jack Hale, Bob Lewin - truba
- Ricky Skaggs - gusle
- Bob Johnson - čembalo
- Jo-El Sonnier - harmonika
- Mark Morris - perkusije
- George Jones, Jack Wesley Routh, June Carter Cash, Helen Carter, Anita Carter, Jan Howard - vokali

## Ljestvice
Album - Billboard (Sjeverna Amerika)
| Godina | Ljestvica      | Pozicija |
| ------ | -------------- | -------- |
| 1979.  | Country albumi | 28       |

Singlovi - Billboard (Sjeverna Amerika)
| Godina | Singl                       | Ljestvica        | Pozicija |
| ------ | --------------------------- | ---------------- | -------- |
| 1979.  | "(Ghost) Riders in the Sky" | Country singlovi | 2        |
| 1979.  | "I'll Say It's Her"         | Country singlovi | 42       |
| 1980.  | "Bull Rider"                | Country singlovi | 66       |

## Vanjske poveznice
- Podaci o albumu i tekstovi pjesama